# Diaea jucunda
Diaea jucunda är en spindelart som beskrevs av Tord Tamerlan Teodor Thorell 1881. Diaea jucunda ingår i släktet Diaea och familjen krabbspindlar.
Artens utbredningsområde är Queensland. Inga underarter finns listade i Catalogue of Life.